# Bagrat I d'Imerècia
Bagrat I Mtziré o Msiré (el Petit) d'Imerècia (en géorgien : ბაგრატ I მცირე) fou el fill i successor del rei Miquel d'Imerècia el 1329. Era menor d'edat i va ser deposat per Jordi VI el Brillant de Kartli el 1330, quan va ocupar el país, però el va fer eristhavi de Xoropan amb el govern hereditari de la regió.
Es va casar el 1358 amb la germana (o filla) de Kvarkare II Djakéli, Atabek de Samtskhé. Va morir el 1372. Va deixar tres fills (Alexandre I, Jordi I i Constantí II) que el van succeir successivament. A la seva mort el va succeir el fill gran Alexandre I com seristavo de Xorapan (i el 1387 fou rei d'Imerècia).